# Шарна (деревня)
Шарна — деревня в Любимском районе Ярославской области России. Входит в состав городского поселения Любим.

## География
Деревня расположена к востоку от города Любима, на одноимённой реке, при впадении её в Обнору.

## История
В деревне сохранилась Успенская церковь (1807 год), построенная на месте упразднённого при Екатерине II Успенского монастыря. Монастырь был основан приблизительно в 1525—1530 годах, при Великом князе Василии Ивановиче (на это указано в первом упоминании о монастыре в 1613 году). Также назывался монастырём Любимской осады и был приписан к Ипатьевскому монастырю в Костроме. В 1764 монастырь упразднён, а церковь стала приходской. На данный момент церковь почти разрушена, вокруг неё образовалось кладбище.

## Население
| 1859 | 1914 | 2002 | 2007 | 2010 |
| ---- | ---- | ---- | ---- | ---- |
| 189  | ↘173 | ↘56  | ↘55  | ↗56  |

## Инфраструктура
В деревню проведён газ, также есть электричество и холодная вода(из водонапорной башни).
Рядом с деревней расположен сельскохозяйственный комплекс.